# 원디렉션 (영화)
원디렉션(This Is Us)은 미국에서 제작된 모건 스펄록 감독의 2013년 다큐멘터리 영화이다. 사이먼 코웰 등이 제작에 참여하였다.

## 개봉
2013년 8월 20일 런던 레스터 광장에서 전 세계 초연이 이루어졌다.
이 영화는 2013년 8월 29일 영국에서 개봉되었으며 이후 2013년 8월 30일 국제적으로 개봉되었고 2013년 9월을 끝으로 대부분의 시장에서 개봉이 완료되었다.

## 제작진
- 프로듀서: 제레미 칠닉
- 프로듀서: 사이먼 코웰
- 프로듀서: 매튜 갤킨